# NGC 5277
NGC 5277 (również PGC 48563) – galaktyka spiralna (Sbc), znajdująca się w gwiazdozbiorze Psów Gończych. Odkrył ją Édouard Jean-Marie Stephan 23 maja 1881 roku.